# Лидва (река)
Лидва — река в России, протекает в Лавровской волости Печорского района Псковской области.
Устье реки находится в 51 км по левому берегу реки Кудеб. Длина реки составляет 31 км, площадь водосборного бассейна 144 км².
Истоком реки является Бобровское озеро, пограничное с Эстонией. На берегу Лидвы находится волостной центр, деревня Лавры, а также деревни Боброво, Аполихино, Никольщина, Ромшино, Подгорье, Бобренки, Лидва-2, Михеенки, Лидва-1, Лидва-Выселок, Кенги, Луги-1.

## Данные водного реестра
По данным государственного водного реестра России относится к Балтийскому бассейновому округу, водохозяйственный участок реки — Великая. Относится к речному бассейну реки Нарва (российская часть бассейна).
Код объекта в государственном водном реестре — 01030000212102000028945.

## Топографические карты
- Лист карты O-35-91 Алуксне. Масштаб: 1 : 100 000. Состояние местности на 1975 год. Издание 1978 г.
- Лист карты O-35-92 Качаново. Масштаб: 1 : 100 000. Состояние местности на 1980 год. Издание 1981 г.